# Propithecus candidus
El sifaca sedoso (Propithecus candidus) es una especie de  primate estrepsirrino de la familia Indriidae. Este lémur se caracteriza por su pelaje blanco, largo y sedoso. Su área de distribución se restringe a una reducida zona del nordeste de Madagascar, donde se le conoce localmente como «simpona». Es uno de los mamíferos más raros de la Tierra, y está incluido en la publicación bienal Los 25 primates en mayor peligro del mundo desde su primera edición en el año 2000. Es una de las nueve especies de sifacas (género Propithecus), y una de las cuatro antiguas subespecies del sifaca diademado (P. diadema); estudios realizados en 2004 y 2007 sobre su genética, comparación de proporciones externas y anatomía craneodental apoyan su consideración como especie separada.
Tiene una estructura social variable, y vive en pequeños grupos de dos a nueve individuos. Pasa la mayor parte del día alimentándose y descansando, aunque también dedica una cantidad de tiempo considerable a comportamientos sociales, como juegos y acicalado. Las hembras en ocasiones tienen prioridad sobre los machos a la hora de alimentarse. Como otros sifacas del este de Madagascar, se alimenta fundamentalmente de hojas y semillas, pero también consume fruta, flores e incluso, ocasionalmente, tierra. Es un criador estacional y solo se aparea un día al año a principios de la temporada lluviosa. Como sucede con otras especies de sifaca, es habitual en ellos el cuidado infantil no maternal; es habitual que miembros del grupo de todas las edades y ambos sexos se encarguen de acicalar y jugar con las crías, y en ocasiones cargar o incluso amamantar a crías que no son las propias. El sifaca sedoso vocaliza con frecuencia a pesar de su moderadamente reducido repertorio vocal, que consiste en siete llamadas adultas. Como todos los lémures, utiliza en gran medida el olor como medio de comunicación. Los machos realizan con frecuencia un marcado territorial sobre señales odoríferas realizadas por otros miembros de grupo, sobre todo de hembras. Los machos también hacen señales o surcos en los árboles con su peine dental antes de dejar su marca de olor con el pecho; esta marca hace que los machos tengan el pecho tiznado de marrón, único rasgo perceptible a simple vista que puede utilizarse para distinguir entre machos y hembras adultas.
Esta especie solo puede verse en el interior de unas pocas áreas protegidas en las selvas tropicales del nordeste de Madagascar, y la mayoría de lo que resta de su población se encuentra en el Parque Nacional de Marojejy y la Reserva Especial de Anjanaharibe Sur. También se han localizado algunos grupos en el Área Forestal Protegida de Makira, el Corredor Betaolana y algunos fragmentos forestales sin protección. Es cazado en toda su área de distribución, y no cuenta con la protección de ningún tabú local —fady— que prohíba comerlo o cazarlo. La destrucción de su hábitat, como la causada por la agricultura de rozas y quema —conocida localmente como tavy—, la tala ilegal de bosques de madera preciosa —particularmente el palisandro—, o la realizada para obtener combustible, también se da dentro de las áreas protegidas donde habita esta especie.

## Taxonomía
El nombre específico de la especie, candidus, proviene del adjetivo latino candidum, blanco, mientras que el nombre específico del sinónimo taxonómico sericeus proviene del griego sericum, seda. La especie fue descrita por primera vez en 1871 por el naturalista francés Alfred Grandidier en una carta dirigida al zoólogo Alphonse Milne-Edwards, también francés. La descripción de Grandidier estaba basada en sus propias observaciones al norte de la bahía de Antongil (Madagascar) a principios de 1870. Llamó a la especie Propithecus candidus por su color blanco, que comparó con el del sifaca de Verreaux (Propithecus verreauxi), pero sin la piel oscura de su cabeza ni el punto ceniciento en la espalda. El primer espécimen se consiguió en 1872, proporcionado por «Monsieur Guinet», un hacendado de Sambava. El espécimen les permitió, tanto a Grandidier como a Milne-Edwards, describir más a fondo la especie basándose en su piel, pelaje y cráneo, y sobre la base de esas conclusiones cambiaron el nombre a P. sericeus. En una revisión posterior realizada en 1875, Grandidier relegó al sifaca sedoso a una variedad o «raza» del sifaca diademado. Cuando el zoólogo alemán Ernst Schwarz estandarizó la taxonomía de los lémures en 1931, P. sericeus se convirtió en un sinónimo de la especie, recuperando su nombre original, Propithecus candidus, de acuerdo con el principio de prioridad de la nomenclatura.

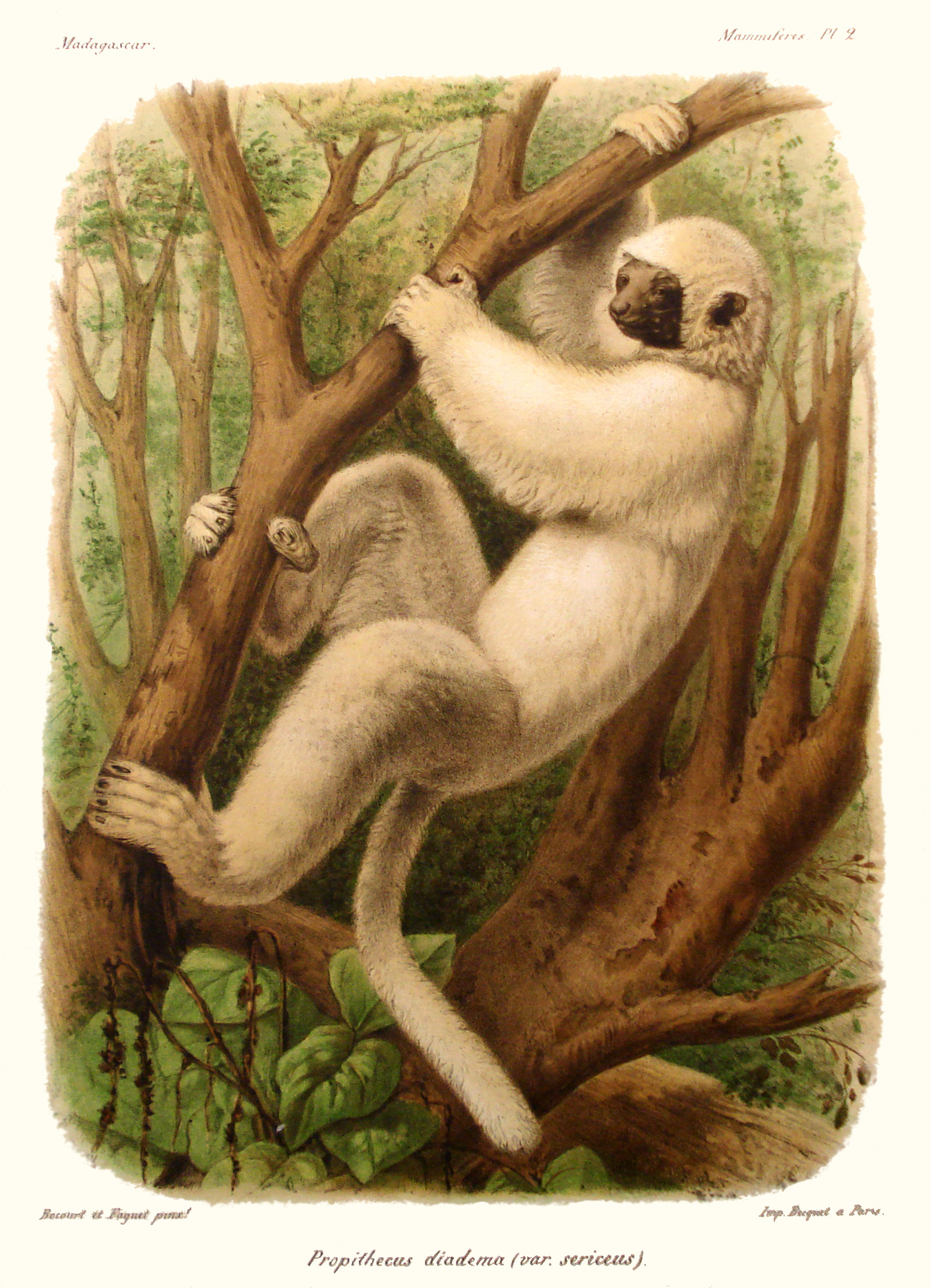
Grabado en color del sifaca sedoso en L'Histoire politique, physique et naturelle de Madagascar (1892), de Alfred Grandidier.

Schwarz situó a todos los sifacas en dos especies, el gran sifaca diademado de las selvas de tierras bajas del este de la isla y el más pequeño sifaca de Verreaux de los bosques secos y bosques espinosos del oeste y el sur. En ese momento ambas especies contenían cuatro subespecies, y el sifaca sedoso figuraba como P. diadema candidus, una subespecie del sifaca diademado. En su libro de 1982 Primates of Madagascar, el antropólogo Ian Tattersall apoyaba esta clasificación. Cuando el antropólogo Colin Groves revisó la taxonomía en su libro Primate Taxonomy en 2001, también sostuvo el estatus de subespecie del sifaca sedoso porque las variaciones en la coloración de la piel entre los especímenes disponibles sugerían semejanzas convergentes con la coloración del sifaca diademado. Posteriormente, Groves apuntó que la coloración de las dos especies no se superponía, sugiriendo que las poblaciones eran distintas.
En 2004, Mayor et al. indicaron que a pesar de tener un cariotipo similar —el número y el aspecto de sus cromosomas— de 42 cromosomas (2n=42), el sifaca sedoso era distinto del diademado. Este hecho pudo comprobarse mediante pruebas genéticas —secuenciación bucle D— y comparando sus proporciones externas —por ejemplo, el sifaca sedoso tiene una cola más corta—. Su análisis indicó una relación más cercana con el sifaca de Perrier (Propithecus perrieri). Russell Mittermeier y sus colegas siguieron adoptando el estatus de especie plena del sifaca sedoso en la 2ª edición de Lemurs of Madagascar en 2006. Aunque Groves mantuvo al sifaca sedoso como una subespecie en la 3ª edición de Mammal Species of the World en 2005, lo reconoció como una especie distinta en 2007 aceptando el trabajo de Mayor et al. y también apuntando la distinción adicional de que P. candidus tiene unos molares relativamente largos en comparación con la longitud de su dentadura. A pesar de la promoción al estatus de especies plena, todavía se considera que el sifaca sedoso es un miembro del grupo de P. diadema, un grupo de cuatro sifacas corpulentos estrechamente relacionados de las selvas húmedas tropicales del este de la isla. Los otros tres miembros de este grupo son el sifaca diademado, el sifaca de Perrier y el sifaca de Milne-Edwards (Propithecus edwardsi). La condición de especie del sifaca sedoso, así como de otros sifacas, no tiene un apoyo unánime: en 2007, Tattersall se manifestó en contra de la distinción de especies dentro de Propithecus, afirmando que se tomaron decisiones de forma prematura.
En 1974, Tattersall apreció lo que él consideró que era una variante en el color del sifaca sedoso al norte de Vohemar, en el nordeste de Madagascar. Describiéndolo como tal ocho años más tarde en The Primates of Madagascar, no solo hablaba de su piel más blanca, sino también de sus rasgos inusitados, como un parche naranja en la corona y orejas con penachos. No se observó de nuevo hasta 1986, cuando un equipo dirigido por el paleoantropólogo Elwyn Simons capturó especímenes para su cría en cautividad y la identificó como una nueva especie, Propithecus tattersalli, en 1988.

## Distribución geográfica y hábitat
Su distribución geográfica se limita a una pequeña región del nordeste de Madagascar, en una franja de selva húmeda que va desde Maroantsetra, al sur de la cuenca del río Andapa, hasta el macizo de Marojejy, en el norte. El Parque Nacional de Marojejy representa el límite norte de su distribución actual, aunque los mapas de distribución de sifacas creados por Grandidier y Milne-Edwards a finales del siglo XIX muestran una distribución más septentrional, llegando incluso hasta el río Bemarivo, al norte de Sambava. El río Androranga puede representar el límite de distribución noroeste dentro del corredor de Tsaratanana, y el límite sur parece ser el río Antainambalana, dentro del Área de Conservación de Makira. No se sabe si este sifaca se ha extendido alguna vez tan al sur como la península de Masoala. Los avistamientos realizados en el año 2009 de unos grupos de estos primates en zonas forestales sin protección adyacentes al nordeste de Makira —Antohaka Lava y Maherivaratra— pueden ampliar ligeramente el área de distribución conocida de esta especie. La presencia del sifaca sedoso está documentada en el interior del Parque Nacional de Marojejy, la Reserva Especial de Anjanaharibe Sur, el parque natural de Makira, el corredor de Betaolana y el corredor de Tsaratanana. En 2008 se descubrieron dieciséis grupos al oeste de Marojejy, cerca de Antsahaberoaka.
Se le suele encontrar en cotas más elevadas que cualquiera de las demás especies de sifacas y también ocupa el mayor rango de elevaciones del grupo. En el Parque Nacional de Marojejy y en la Reserva Especial de Anjanaharibe Sur, donde se localizan la mayor parte de los grupos que perviven en la actualidad, no se encuentra por debajo de los 700 m de altitud ni por encima de los 1875 m. Sin embargo, en su posición meridional en Makira —Andaparaty—, varios grupos habitan en fragmentos forestales a una altitud excepcionalmente baja de 300 m. El sifaca sedoso habita en tres tipos de hábitats específicos asociados a la altitud: bosque nuboso montano primario, bosque esclerófilo y las zonas más elevadas de brezal malgache bajo. Se desconoce su grado de sensibilidad ante la perturbación en su ambiente o si evita lindes bióticos —«edge-intolerant», en inglés— o es más tolerante con estos bordes de hábitat como el sifaca diademado. Como otras especies de sifacas de bosques húmedos, rara vez cruza regiones no arboladas entre zonas forestales.
En la Reserva Especial de Anjanaharibe Sur, es simpátrico —comparten la misma zona geográfica— con el lémur cabeza blanca (Eulemur albifrons) y una población de indris (Indri indri) de color negro. En el Parque Nacional de Marojejy, es simpátrico con el lémur cabeza blanca. En 2008 se apuntó la posibilidad de que el sifaca sedoso podía ser simpátrico con el lémur rufo rojo (Varecia rubra) cerca de Maherivaratra y Andaparaty.

## Descripción física
Es una de las especies de sifaca de mayor tamaño; tiene un peso de 5-6,5 kg, una longitud corporal de 48-54 cm y una cola de 45-51 cm, lo que supone unos 93-105 cm de longitud total. Como sugiere su nombre común, su largo y blanco pelaje tiene una textura sedosa. No todos los individuos son completamente blancos: algunos tienen tintes gris-plata o negro en la coronilla, espalda y extremidades. La base de la cola —región pigal— puede ser amarilla. En las orejas y la cara no tienen pelo, y la piel puede ser una mezcla de rosado y negro, completamente negra, o completamente rosada. Las puntas de las orejas sobresalen ligeramente de entre el pelaje del resto de la cabeza. Los ojos son de color rojo-anaranjado intenso. Su aspecto es distintivo, y dado que ningún otro sifaca comparte su área de distribución, es difícil confundirlo con otras especies de lémures.
Aunque es difícil distinguir a machos y hembras adultos de otras especies de sifacas de los bosques húmedos orientales, como el sifaca de Perrier y el sifaca de Milne-Edwards, en el caso del sifaca sedoso el género se discierne con facilidad gracias a la diferencia en la coloración del pelaje de la parte superior del pecho. Las hembras tienen la piel blanca, mientras que los machos tienen una gran mancha marrón en la piel como resultado del marcado territorial que realizan en los árboles con una glándula odorífera que tienen entre el pecho y la garganta —glándula esterno-gular—. Durante la época de celo, como consecuencia del incremento del marcado territorial, el tamaño de la mancha pectoral aumenta hasta cubrir tanto el pecho como el abdomen.

## Comportamiento
Hasta principios del siglo XXI, las escasas observaciones y evaluaciones de lémures solo habían documentado la presencia de esta especie en reservas especiales y parques nacionales. Más recientemente, un estudio de 14 meses y dos a corto plazo realizados en el Parque Nacional de Marojejy han revelado detalles antes desconocidos sobre su biología de comportamiento, comunicación y ecología alimenticia. Los sifacas sedosos tienen una estructura social variable y se sabe que viven en grupos de pareja macho-hembra, grupos de un solo macho y grupos multimacho. Los grupos están formados por entre dos y nueve individuos; se estima que su área de acción se extiende de 34 a 47 ha y varía dependiendo de la localización.

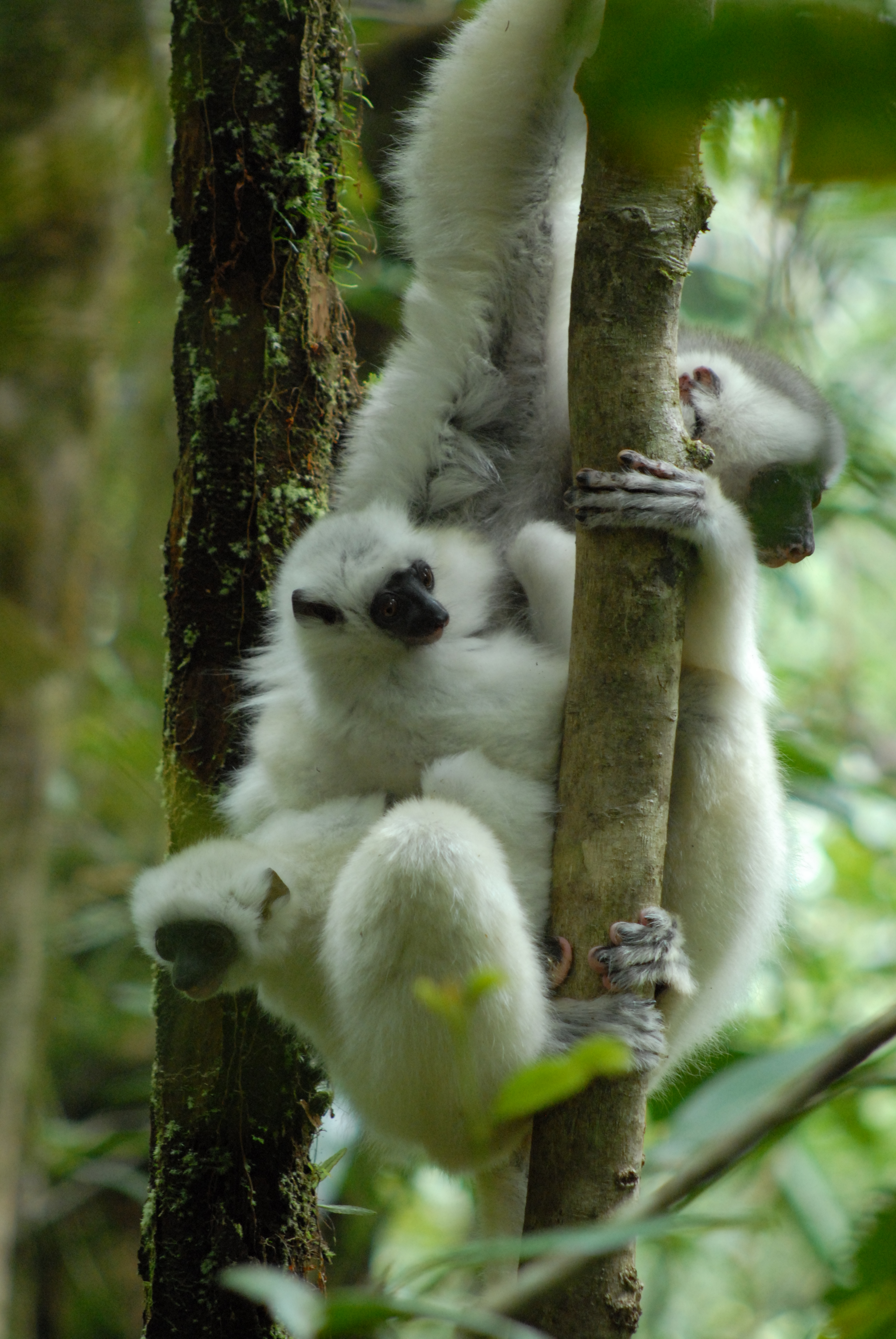
En esta especie es habitual el cuidado infantil no maternal, pero una madre que transporte a más que a su propio hijo es raro.

Según algunos estudios, pasan la mayor parte del día descansando y alimentándose —aproximadamente el 44,4% y el 25%, respectivamente—; también dedican aproximadamente el 16,8% del día al comportamiento social, como el acicalado personal, el acicalado social —aloacicalamiento— y el juego. El resto del día lo pasan desplazándose y durmiendo. Otras fuentes indican que estos sifacas pasan la mitad del día entre viajes y búsqueda de alimento, mientras que el resto lo pasan descansando. La búsqueda diaria de alimento por lo general comienza al amanecer a menos que se vea retrasada por la lluvia. El movimiento del grupo está dirigido generalmente por las hembras, y los grupos por lo general se desplazan unos 700 m por día, y pueden ascender 500 m a lo largo de desniveles verticales. Aunque es una especie fundamentalmente arborícola y pasa la mayor parte del tiempo en los árboles, el juego terrestre es bastante común, incluso entre adultos, con sesiones de juego que duran treinta minutos o más. Como otros sifacas, utilizan un tipo de locomoción arbórea conocida como salto y agarre vertical. No está documentada una jerarquía de dominio femenino entre las hembras de los sifacas, incluido el sifaca sedoso, aunque se sabe que se dan casos de jerarquías estacionales. Las agresiones, generalmente infrecuentes, se dan principalmente durante la alimentación, momento en que las hembras tienen prioridad sobre los machos, aunque las señales de sumisión no siempre sean obvias.
Su dieta es similar a la de los demás sifacas de los bosques húmedos orientales, que consiste fundamentalmente en hojas —folívoros— y semillas —granívoros—. Es una dieta muy variada, e incluye una gran cantidad de especies de plantas; un estudio de dos meses de duración realizado a mediados de la primera década de los años 2000 mostró que el sifaca sedoso puede alimentarse de no menos de 76 especies de plantas de 42 familias. Entre sus favoritas se encuentran principalmente especies de árboles, pero también algunas lianas; entre las familias de plantas más habituales en su dieta están Moraceae (20,30%), Fabaceae (12,87%), Myrtaceae (12,65%), Clusiaceae (10,13%) y Apocynaceae (9,49%). En el estudio, el 37,06% de su tiempo lo dedicaban a alimentarse de: el fruto de Pachytrophe dimepate (16,09%), las semillas de Senna sp. (8,43%), hojas jóvenes de Plectaneia thouarsii (6,52%) y frutos de Eugenia sp. (6,02%). En total, la dieta folívora ocupó el 52% de su tiempo alimenticio, mientras la frugívora ocupó el 34% y la granívora el 11%. El consumo de flores, así como de tierra —geofagia—, apenas se observó durante este estudio. Con anterioridad, los estudios preliminares habían relatado que la dieta folívora ocupaba el 75% de su dieta, el 15% frutas y semillas, el 7% consumo de flores, y cortezas y tierra ocupaban el resto.
Como todos los lémures, el sifaca sedoso es un criador estacional, y se cree que se aparea solo un día al año a principios de la temporada lluviosa en algún momento entre diciembre y enero. Las crías nacen seis meses más tarde, en junio o julio. Las hembras por lo general dan a luz a una única cría una vez cada dos años, aunque existen registros de nacimientos en años consecutivos. Los pequeños se agarran inicialmente a la piel del pecho de su madre durante casi cuatro semanas y posteriormente se montan a su espalda. Al igual que las de otros sifacas de los bosques húmeros del este de la isla, las crías de esta especie se desarrollan con rapidez; puede que esto sea debido a la ayuda en el cuidado de las crías por parte de todos los miembros del grupo —atención aloparental—, un rasgo habitual entre todos los sifacas. El cuidado no maternal por lo general se da en la forma de acicalado social, pero también con juegos, el transporte ocasional y, en casos raros, lactancia. Se cree que la dispersión de la descendencia es similar a la de los demás sifacas de las selvas húmedas orientales, que, tanto en el caso de los machos como de las hembras, dejan el grupo al alcanzar la madurez sexual; sin embargo, con esta especie la dispersión solo se ha observado en una ocasión con un macho adulto joven, que abandonó su grupo natal y expulsó a un macho más viejo de un grupo del que había formado parte durante siete años. La dispersión y la transferencia de grupo de las hembras todavía no han sido observadas.

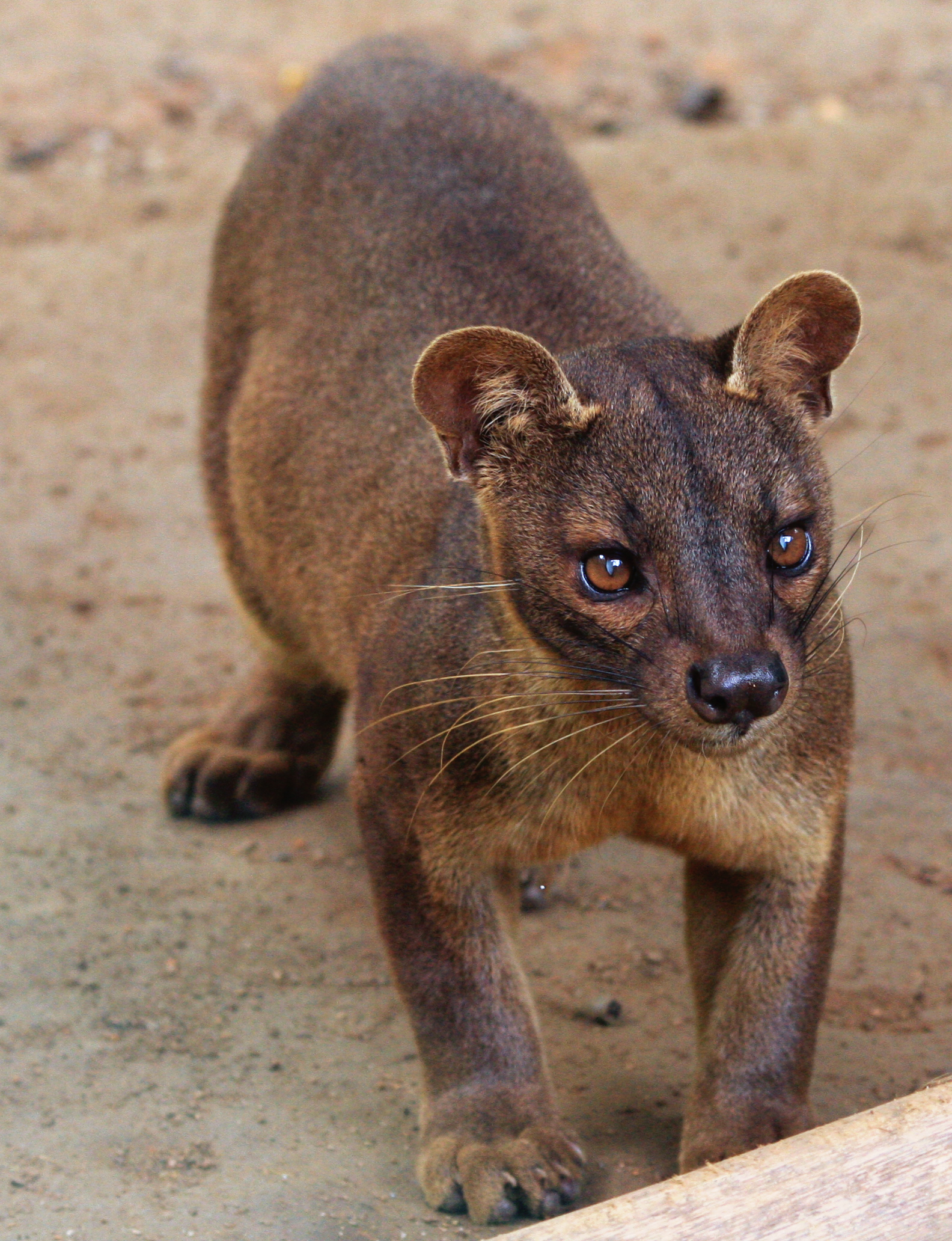
Su único predador documentado es el fosa.

Su único predador documentado, además de los humanos, es el fosa (Cryptoprocta ferox), un carnívoro feliforme endémico de Madagascar. Aunque no se tiene conocimiento de ningún depredador aéreo, los sifacas sedosos miran a menudo hacia el cielo y emiten un bramido de «peligro aéreo» cuando ven al gran busardo malgache (Buteo brachypterus) y a otras aves más pequeñas. Otra llamada de alarma más general es un estridente «zzuss», parecida a un estornudo, emitida en respuesta a perturbaciones terrestres, llamadas de miembros del grupo perdidos o agresión por otros miembros del grupo. Análisis acústicos realizados de la vocalización «zzuss» han mostrado que existen diferencias en la estructura acústica de la llamada entre individuos y entre géneros.
Los adultos tienen un repertorio vocal moderadamente variado de aproximadamente siete tipos de llamadas. No está claro si sus vocalizaciones tienen contextos específicos o variados, y, como en el caso de otros primates, el nivel de alerta puede desempeñar un papel en la estructura acústica de sus llamadas. Aunque cuenta con un limitado repertorio vocal, el sifaca sedoso realiza hasta siete llamadas en una hora por término medio. Se sabe que incluso las crías emiten varias vocalizaciones especializadas. Sus vocalizaciones más frecuentes son las llamadas de baja amplitud, baja frecuencia y tonales «hum» y «mum». Estas llamadas de contacto se utilizan en circunstancias variadas, como el movimiento del grupo, afiliación, búsqueda de alimento y mientras descansan.
Al igual que los demás prosimios, esta especie cuenta con un sentido del olfato muy desarrollado, y la comunicación basada en el olor es muy importante para ellos. Como en el caso de los demás sifacas de las selvas orientales, el sifaca sedoso tiene varias glándulas odoríferas especializadas en el marcado territorial: una glándula sebácea en el pecho, solo en el caso de los machos, y unas glándulas mixtas apocrino-sebáceas en los genitales, con las que cuentan ambos sexos. A diferencia de los lémures marrones o verdaderos (género Eulemur), el sifaca sedoso no realiza un alomarcaje conespecífico de forma directa —marcar a otros individuos de su misma especie—, aunque sí marca su territorio. Ambos sexos a menudo orinan mientras realizan el marcado territorial. Los machos y las hembras realizan el marcado de modos diferentes: las hembras frotan sus glándulas genitales contra los árboles en un movimiento de abajo arriba, mientras que los machos pueden usar su glándula pectoral, las glándulas genitales o una combinación de ambas. Los machos también utilizan su característico y especializado peine dental, propio de los primates estrepsirrinos, para raspar los árboles antes de efectuar el marcado de olor con el pecho; este raspado se cree que juega un papel en la comunicación y no un componente alimenticio, pues los machos no se alimentan de la goma o de la corteza de los árboles.
Los machos realizan el marcado territorial con más frecuencia, unas dos o tres veces más que las hembras. Los machos también responden a los marcados de las hembras sobremarcándolos con sus propias glándulas odoríferas, por lo general combinando el marcado pectoral y genital. También dejarán sus marcas sobre las de otros machos, aunque no tan rápido como con las de las hembras y con menos frecuencia; en un estudio de un año de duración, los machos respondieron al 71% de las señales realizadas por hembras en un tiempo medio de 61 segundos, mientras que solo el 17% de las marcas masculinas recibió una respuesta por parte de otros miembros de grupo. Como los machos sobremarcan con frecuencia, esto causa que ciertos árboles estén cubiertos de marcas de olor y de raspados, convirtiéndolos en una especie de «árboles-tótem de marcado». Sin embargo no existen informes de marcados generalizados del límite de su área de acción. Las marcas de olor las dejan generalmente en árboles situados en el núcleo de su área de acción, no en las fronteras territoriales.
|  |  |

## Conservación

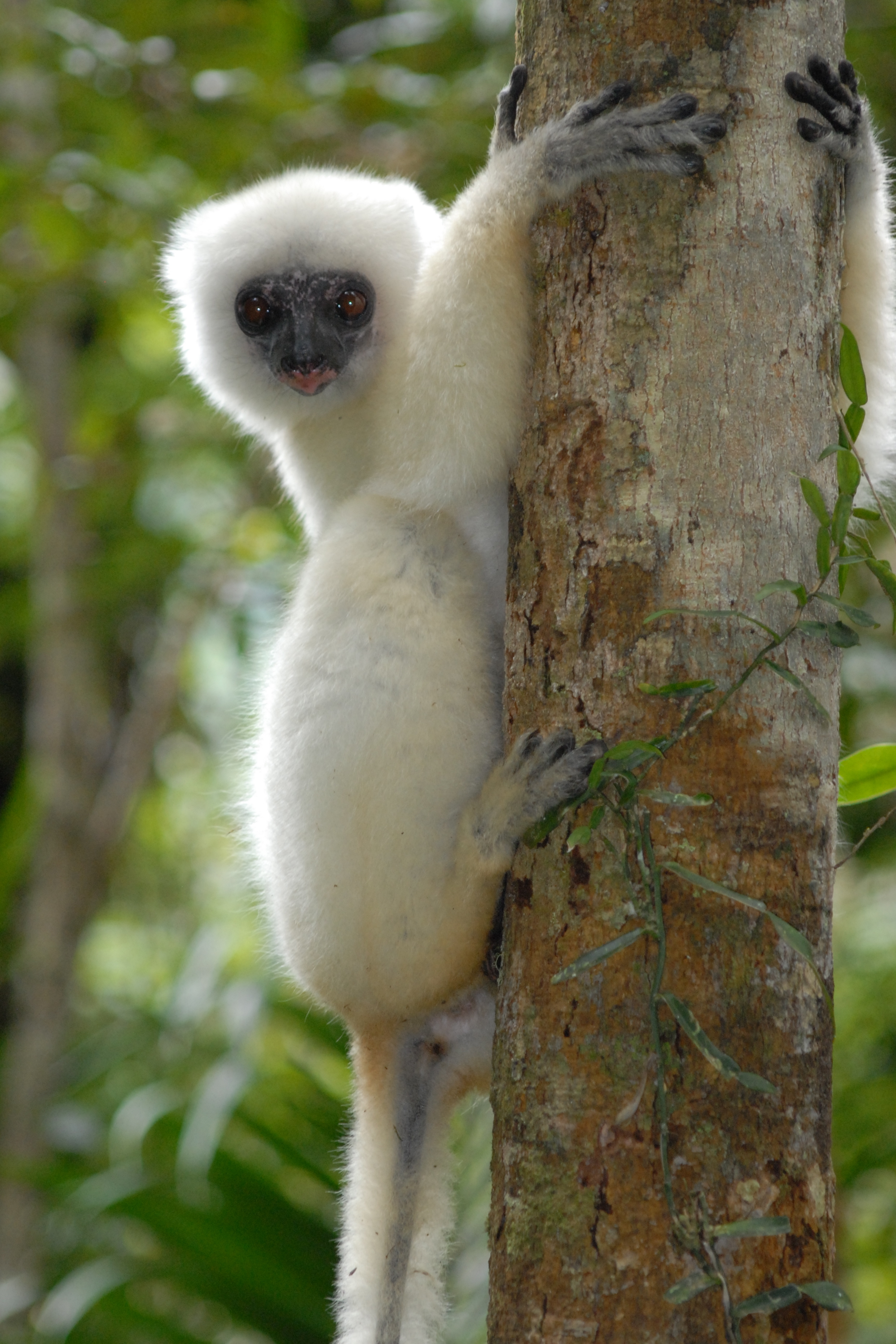
El sifaca sedoso es uno de los mamíferos más raros del mundo.

El sifaca sedoso es uno de los mamíferos más raros del mundo. Según la evaluación de la Lista Roja de la UICN del año 2014 (versión 2014.3), está catalogado como especie en peligro crítico de extinción, y es uno de los lémures más escasos y el que se encuentra más críticamente en peligro. Está incluido en la publicación bienal Los 25 primates en mayor peligro del mundo y ha figurado en esta relación desde su creación en el año 2000. Algunos estudios estiman que en total solo existen entre 100 y 1000 individuos, y la UICN calcula que el número de ejemplares adultos puede ser menor de 250. No existen ejemplares de estos sifacas en cautividad.
El sifaca sedoso es una especie estandarte de las áreas protegidas en las que habita, en particular para el Parque Nacional de Marojejy, que fue considerado Patrimonio de la Humanidad en peligro como la parte de las Pluviselvas de Atsinanana. La perturbación de su hábitat, como la agricultura de rozas y quema —conocida localmente como tavy—, la tala ilegal de bosques de madera preciosa —particularmente el palisandro—, o la realizada para obtener combustible, también se produce dentro de las áreas protegidas donde se distribuyen los pocos individuos que perviven de esta especie. A diferencia del también gravemente amenazado sifaca de Tattersall (Propithecus tattersalli), no hay ningún tabú local —fady— que prohíba comer al sifaca sedoso, y se tiene conocimiento de que la caza de esta especie como alimento se produce dentro de su área de distribución, y es el más cazado en las partes norte y oeste de Marojejy, así como otras áreas en torno a la cuenca del río Andapa. El área de acción de la especie se restringe 90 000 ha de áreas protegidas, aunque este dato podría ser una sobreestimación, ya que en la mayor parte de su área no se encuentra por debajo de los 700 m de altitud, posiblemente debido a la presión de la caza o a su preferencia de hábitat.

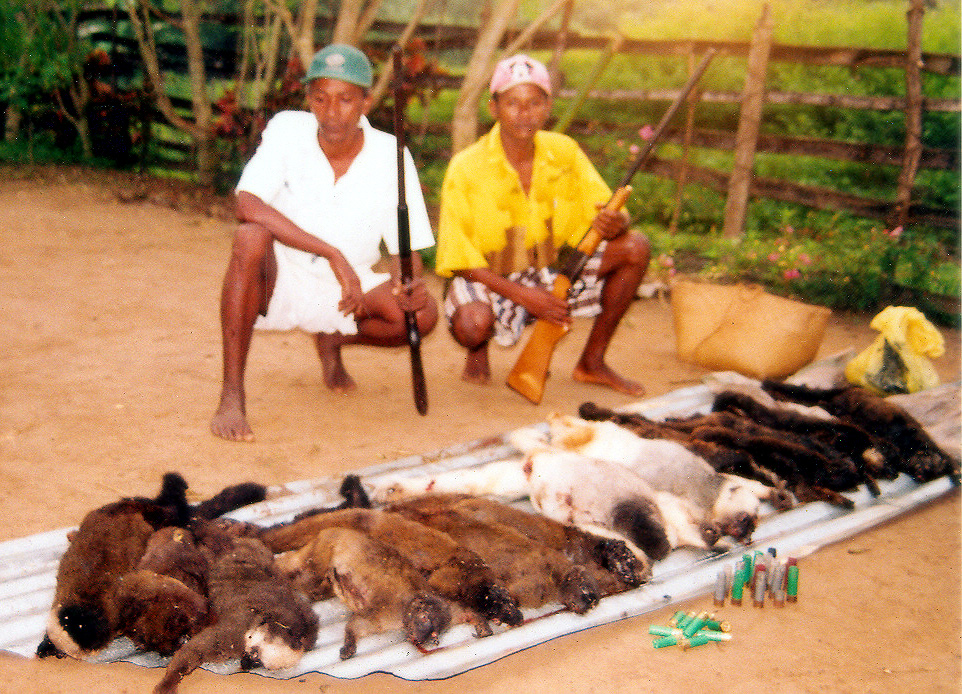
Los sifacas sedosos y otros lémures son cazados en su área de distribución.

La tala ilegal de árboles de maderas preciosas, como el palisandro y el ébano, se ha convertido en una de las mayores amenazas para su hábitat, sobre todo desde la crisis política en Madagascar de 2009. Sus dos principales áreas protegidas, el Parque Nacional de Masoala y el Parque Nacional de Marojejy, han sido las que han recibido un mayor impacto. La perturbación causada por la tala selectiva aumenta la probabilidad de incendios forestales, favorece el establecimiento de especies invasoras, deteriora el hábitat y provoca la pérdida de diversidad genética.
Los pueblos adyacentes a sus áreas protegidas adoptaron una doble estrategia orientada hacia la educación en aras de la conservación de esta especie. En primer lugar, se puso en práctica un «componente cognitivo» para aumentar la concienciación y el conocimiento mediante entrevistas radiofónicas, presentaciones de diapositivas y la distribución de material impreso en doce escuelas primarias y secundarias. En segundo lugar, se inició también un «componente emocional» que buscaba unir la conservación del sifaca sedoso con experiencias emocionales positivas, con el objetivo de establecer una conexión psicológica entre los niños y el lémur; para llevar a cabo esta segunda estrategia, se llevaron grupos de niños a realizar ecoviajes educativos de tres días de duración en el Parque Nacional de Marojejy. Tanto los profesores como los estudiantes mostraron interés y una genuina preocupación por la grave situación de este sifaca.
Se están realizando proyectos tanto para ampliar la Reserva Especial Anjanaharibe Sur como para unir los parques y reservas existentes en la región mediante corredores ecológicos. Entre estos corredores se encuentra el Corredor Betaolana, entre Marojejy y Anjananharibe Sur y Makira, que unirá Anjananharibe Sur con el Parque Nacional de Masoala, que se encuentra al sur. Además de proveer de hábitat adicional al sifaca sedoso, los corredores promoverían el intercambio genético entre poblaciones que actualmente se encuentran aisladas.